# El Deshielo (serie de TV)
El deshielo (título original Odwilż ) es un thriller creado por Xawery Żuławski para HBO Max. La primera temporada de 6 episodios se estrenó en 2022. Es una coproducción Reino Unido-Polonia.

## Argumento
En Szczecin, la policía Katarzyna Zawieja, con la ayuda de su suegro Jan, cuida a su hija Hanię. El protagonista y su colega Krzysztof Trepa investigarán el asesinato de la hija del fiscal Magdy Kosińskiej Michała Strzeleckiego y la desaparición de su hijo recién nacido. Al mismo tiempo, Zawieja Wojciech intentará encontrar el motivo del suicidio de su marido. 

## Reparto
- Katarzyna Wajda: Katarzyna Zawieja
- Bartłomiej Kotschedoff: Krzysztof Trepa
- Cezary Łukaszewicz: Andrzej Radwan
- Juliusz Chrząstowski: Bogdan Pietrzak
- Sebastián Fabijański: Marcin Kosiński
- Andrzej Grabowski: Jan Zawieja
- Bogusław Linda: Michał Strzelecki